# Roscoe Karns
Roscoe Karns (7 de setembro de 1891 — 6 de fevereiro de 1970) foi um ator norte-americano, que apareceu em quase 150 filmes entre 1915 e 1964.

## Filmografia
- Mr. Carlson of Arizona (1915, Curta)
- From Champion to Tramp (1915, Curta) - O Pai da Menina
- A Western Governor's Humanity (1915, Curta)
- Beans for Two (1918, Curta)
- Know Thy Wife (1918, Curta) - Steve
- Brides for Two (1919, Curta)
- Sally's Blighted Career (1919, Curta)
- Oh, Susie, Be Careful (1919, Curta)
- Poor Relations (1919) - Henry
- The Family Honor (1920) - Dal Tucker
- Life of the Party (1920) - Sam Perkins
- The Man Tamer (1921) - Bradley P. Caldwell Jr
- Too Much Married (1921) - Bob Holiday
- Her Own Money (1922) - Jerry Woodward
- The Trouper (1922) - Neal Selden
- Afraid to Fight (1922) - Bertie
- Conquering the Woman (1922) - Shorty Thompson
- Other Men's Daughters (1923) - Hubert
- Down to the Ship to See (1923, Curta) - Jack
- The Ten Commandments (1923) - O Menino na Chuva (não creditado)
- Bluff (1924) - Jack Hallowell
- The Midnight Express (1924) - Switch Hogan
- The Foolish Virgin (1924) - Chuck Brady
- The Overland Limited (1925) - Patrick Henry Madden
- Dollar Down (1925) - Gene Meadows
- You'd Be Surprised (1926) - não creditado
- Ritzy (1927)
- Wings (1927) - Tenten Cameron
- Ten Modern Commandments (1927) - Benny Burnaway
- The Jazz Singer (1927) - (não creditado)
- Beau Sabreur (1928) - Buddy
- The Trail of '98 (1928) - (não creditado)
- Something Always Happens (1928) - George
- The Desert Bride (1928) - Pvt. Terry
- The Vanishing Pioneer (1928) - Ray Hearn
- Warming Up (1928) - Hippo
- Jazz Mad (1928) - Sol Levy
- Win That Girl (1928) - Johnny Norton II
- Beggars of Life (1928) - Lame Hoppy
- Moran of the Marines (1928) - Swatty
- Object: Alimony (1928) - Al Bryant
- The Shopworn Angel (1928)
- The Flying Fleet (1929) - (não creditado)
- Copy (1929 short) - John Mack
- This Thing Called Love (1929) - Harry Bertrand
- New York Nights (1929) - Johnny Dolan
- Troopers Three (1930) - Bugs
- Safety in Numbers (1930) - Bertram Shapiro
- The Little Accident (1930) - Gilbert
- Man Trouble (1930) - Scott
- The Costello Case (1930) - Blair
- The Gorilla (1930) - Simmons
- Dirigible (1931) - Sock McGuire
- Many a Slip (1931) - Stan Price
- Laughing Sinners (1931) - Fred Geer
- Pleasure (1931) - Arnie
- Left Over Ladies (1931) - 'Scoop'
- Ladies of the Big House (1931) - Frank - (não creditado)
- High Pressure (1932) - (não creditado)
- Stowaway (1932) - Insp. Redding
- Play Girl (1932) - (não creditado)
- The Roadhouse Murder (1932) - Jeff Dale
- Week-End Marriage (1932) - Jim Davis
- Two Against the World (1932) - Segall, reporter
- The Crooked Circle (1932) - Harry Carter
- One Way Passage (1932) - (não creditado)
- Night After Night (1932) - Leo
- They Call It Sin (1932) - Brandt - (não creditado)
- If I Had a Million (1932) - Private O'Brien
- Under-Cover Man (1932) - Dannie
- Lawyer Man (1932) - Merritt - Reporter (não creditado)
- Grand Slam (1933)
- Today We Live (1933) - McGinnis
- A Lady's Profession (1933) - Tony
- Gambling Ship (1933) - Blooey
- One Sunday Afternoon (1933) - Snappy Downer
- The Women in His Life (1933) - Lester
- Alice in Wonderland (1933) - Tweedledee
- Search for Beauty (1934) - Repórter de jornal (cenas deletadas)
- It Happened One Night (1934) - Oscar Shapeley
- Come On Marines! (1934) - Spud McGurke
- Twentieth Century (1934) - O'Malley
- Shoot the Works (1934) - Sailor Burke
- Elmer and Elsie (1934) - Rocky Cott
- I Sell Anything (1934) - Monk
- Wings in the Dark (1935) - Nick Williams
- Red Hot Tires (1935) - Bud Keene
- Four Hours to Kill! (1935) - Johnson
- Alibi Ike (1935) - Carey
- Front Page Woman (1935) - Toots O'Grady
- Two-Fisted (1935) - Chick Moran
- Woman Trap (1936) - Mopsy
- Border Flight (1936) - Calico Smith
- Three Cheers for Love (1936) - Doc "Short Circuit" Wilson
- Three Married Men (1936) - Peter Cary
- Cain and Mabel (1936) - Reilly
- Clarence (1937) - Clarence Smith
- Murder Goes to College (1937) - Sim Perkins
- Night of Mystery (1937) - Sgt. Heath
- On Such a Night (1937) - Joe Flynn
- Partners in Crime (1937) - Sim Perkins
- Scandal Street (1938) - Austin Brown
- Dangerous to Know (1938) - Duncan
- Tip-Off Girls (1938) - Tom Benson aka Tommy Logan
- You and Me (1938) - Cuffy
- Thanks for the Memory (1938) - George Kent
- King of Chinatown (1939) - 'Rip' Harrigan
- Dancing Co-Ed (1939) - Joe Drews
- Everything's on Ice (1939) - Felix Miller
- That's Right—You're Wrong (1939) - Mal Stamp
- His Girl Friday (1940) - Reporter McCue
- Double Alibi (1940) - Jeremiah Jenkins
- Saturday's Children (1940) - Willie Sands
- They Drive by Night (1940) - "Irish" McGurn
- Ladies Must Live (1940) - Pete H. 'Pighead' Larrabee
- Meet the Missus (1940) - Joe Higgins
- Petticoat Politics (1941) - Joe Higgins
- Footsteps in the Dark (1941) - Monahan
- Black Eyes and Blues (1941 short) - Alfred Harmon
- The Gay Vagabond (1941) - Arthur Dixon, Jerry Dixon
- Half Shot at Sunrise (1941, Curta) - Henry Warren
- Road to Happiness (1942) - Charley Grady
- A Tragedy at Midnight (1942) - Det. Lt. Cassidy
- Woman Of The Year (1942) - Phil Whittaker
- Yokel Boy (1942) - Al Devers
- You Can't Escape Forever (1942) - 'Mac' McTurk
- My Son, the Hero (1943) - Big-Time Morgan
- Stage Door Canteen (1943) - ele mesmo
- Riding High (1943) - (cenas deletadas)
- His Butler's Sister (1943) - Fields
- Old Acquaintance (1943) - Charlie Archer
- The Navy Way (1944) - Frankie Gimble
- Hi, Good Lookin'! (1944) - Archie
- Minstrel Man (1944) - Roscoe
- One Way to Love (1946) - Hobie Simmons
- I Ring Doorbells (1946) - Stubby
- Avalanche (1946) - Red Kelly
- Down Missouri Way (1946) - Press Agent
- Vigilantes of Boomtown (1947) - Billy Delaney
- That's My Man (1947) - Toby Gleeton
- The Inside Story (1948) - Eustace Peabody
- Devil's Cargo (1948) - Lt. Hardy
- Speed to Spare (1948) - Kangaroo
- Texas, Brooklyn & Heaven (1948) - Carmody
- Onionhead (1958) - 'Windy' Woods
- Man's Favorite Sport? (1964) - Major Phipps